# Cryptolepis intricata
Cryptolepis intricata är en oleanderväxtart som först beskrevs av Isaac Bayley Balfour, och fick sitt nu gällande namn av Venter. Cryptolepis intricata ingår i släktet Cryptolepis och familjen oleanderväxter. Inga underarter finns listade i Catalogue of Life.